# Gautier (évêque de Chartres)
Gautier, mort  le 15 octobre 1234 à Lancey, est un prélat français du XIIIe siècle. Il est fils d'Adam, un des premiers comtes de Chartres et de Blois[réf. nécessaire].

## Biographie
Gautier est  prieur de l'abbaye de Preuilly, abbé de Fontainejean et de Pontigny. Il est pourvu de l'évêché de Chartres en 1217 où son activité est attestée par diverses sources,.
En 1225, il fonde l'abbaye Notre-Dame de l'Eau à Ver-lès-Chartres. 
Pendant son épiscopat, les Dominicains bâtissent un couvent à Chartres sur les frais de Gautier. En 1232, les cordeliers établissent une communauté dans le faubourg des Épars et y bâtissent un monastère.